# 3418 Izvekov
3418 Izvekov је астероид главног астероидног појаса са пречником од приближно 27,13 .
Афел астероида је на удаљености од 3,735 астрономских јединица (АЈ) од Сунца, а перихел на 2,592 АЈ.
Ексцентрицитет орбите износи 0,180, инклинација (нагиб) орбите у односу на раван еклиптике 1,896 степени, а орбитални период износи 2055,419 дана (5,627 година).
Апсолутна магнитуда астероида је 11,80 а геометријски албедо 0,045.
Астероид је откривен 31. августа 1973. године.